# Elías Antonio Saca González

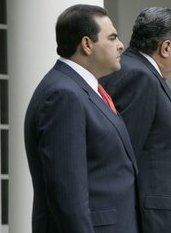
Tony Saca durant la seva visita a la Casa Blanca (maig del 2005)

Elías Antonio Saca González (va néixer el 9 de març de 1965), també conegut com a Tony Saca, va ser lo president del Salvador i destacat home de negocis del país. Va assumir la presidència després de guanyar les eleccions del 21 de març de 2004, per al mandat comprès entre l'1 de juny de 2004 i l'1 de juny de 2009, en què va succeir en el càrrec Francisco Flores Pérez.	
Com Flores, és membre del partit ultradretà Aliança Republicana Nacionalista (ARENA). Saca descendeix d'una família palestina que va arribar al Salvador al principi del segle xx. Abans d'entrar en política va ser locutor de futbol.
Durant la seva campanya electoral, alguns van criticar la seva escassa experiència política, però es va imposar al candidat de l'FMLN (esquerres), Schafik Handal, per una diferència de 58% a 36%, amb la utilització de tot el poder de les comunicacions salvadorenques que, en la seva pràctica totalitat, són propietat d'alts funcionaris del partit ARENA o bé són controlades pel govern. Durant la campanya alguns van criticar la intervenció de senadors nord-americans advertint de les suposades greus conseqüències que tindria votar el partit d'esquerres i també els missatges electorals d'ARENA, basats en la "política de la por". Amb la seva candidatura, el partit va obtenir els millors resultats de la seva història amb 1.314.436 vots
La seva política estigué marcada pel suport als tractats de lliure comerç amb els Estats Units i a favor dels interessos d'aquest país, amb què continuà les línies que ja foren impulsades pels seus antecessors.